# Мерел Смулдерс
Мерел Смулдерс (нід. Merel Smulders, нар. 23 січня 1998) — нідерландська велогонщиця, бронзова призерка Олімпійських ігор 2020 року у виді BMX Racing.

## Виступи на Олімпіадах
| Олімпіада  | Дисципліна | Місце |
| ---------- | ---------- | ----- |
| Токіо 2020 | BMX-гонки  | 3     |